# Terence McKenna (etnobotanikus)
Terence McKenna (Paonia, Colorado, 1946. november 16. – San Rafael, Kalifornia, 2000. április 3.) amerikai etnobotanikus, misztikus, pszichonauta, előadó és író. Érdeklődési körébe tartoztak a pszichedelikumok, növényi alapú enteogének, sámánizmus, metafizika, alkímia, nyelv, filozófia, kultúra, technológia és az emberi tudat eredetének elméleti alapjai.

## Magyarul megjelent művei
- Istenek kenyere. Kutatás az igazi tudás fája után. Növények, szerek és az emberi evolúció története; fordította: Müller Ferenc Károly; Atrox, Budapest, 2012
- Hiteles hallucinációk avagy Beszámoló a szerző rendkívüli viszontagságairól a sátán paradicsomában; fordította: Árokszállásy Zoltán; Atrox, Budapest, 2017
- Ősi újjáéledés. Spekulációk pszichedelikus gombákról, az Amazonasról, a virtuális valóságról, ufókról, evolúcióról, sámánizmusról, az istennő újjászületéséről és a történelem végéről; ford. Gera Sarolta; Atrox, Bp., 2022